# 国歌大観
国歌大観(こっかたいかん)は、日本の和歌の集大成であり、その検索のための索引である。

## 概要
1901年から1903年にかけて刊行。松下大三郎・渡辺文雄編。2冊。 
『国歌大観』刊行により、国文学者その他は、『万葉集』、二十一代集、物語その他の中に出てくる和歌がいずれの国書に出ているものかをたちどころに知ることが初めて出来るようになった。国書ごとに掲載されているすべての和歌には番号が付けられている（国歌大観番号）。

## 続国歌大観
1925年から1926年に刊行。

## 新編国歌大観
1983年より1992年にかけ、角川書店から刊行された。CD-ROM版もある。
ただし、付された番号は旧版の番号と異なる。そのため「国歌大観番号」・「新編国歌大観番号」と呼び分けられることがある。例えば、『万葉集』については、巻3-236以後が旧番号とは異なる。『万葉集』収載歌は4536首とされるのが通説であるが、『新編国歌大観』の最終番号は4540である。これは『万葉集』に収められた4首の漢詩にも通し番号を付してしまったためであり、万葉集の新番号は、版元の書籍のみに、旧番号と併記される以外には使われていない。